# Claire Fercak
Claire Fercak, née en 1982, est une écrivaine et éditrice française.

## Biographie

### Enfance et formation
Claire Fercak nait en 1982 en région parisienne,. Elle a des origines slovènes.
Elle suit des études en philosophie de l'art à La Sorbonne (Paris 1). Elle est titulaire d’un mémoire de recherche sur Francis Bacon et Samuel Beckett,. 

### Carrière
En 2007, elle publie son premier roman à l'âge de vingt-cinq ans : Rideau de verre aux Éditions Verticales. « On reconnaît l’âme littéraire d’un texte à la qualité du langage qu’il invoque pour révéler ses obsessions. Alors, ce premier roman strident et exigeant est à la hauteur » écrit le journaliste de L'Obs. Dans ce court récit, la narratrice, atteinte d’une maladie génétique et maltraitée par son père, est en quête d'identité. Elle la trouve en puisant notamment dans la littérature. 
En 2008, elle publie une fiction sur le groupe de rock The Smashing Pumpkins, Tarantula Box Set, aux éditions Le mot et le reste. 
Chants magnétiques, son livre coécrit avec le musicien et chanteur américain Billy Corgan, est publié dans la collection Laureli aux éditions Léo Scheer le 15 septembre 2010. Il s'agit d'un recueil de contes mythologiques.
En janvier 2011, elle publie son premier roman pour enfants, Louga et la maison imaginaire, aux éditions L'École des loisirs (collection Neuf, livre pour enfants illustré par Adrien Albert). C'est l'adaptation du Conte noir de la poupée, une fiction radiophonique écrite pour France Culture (émission Les Passagers de la nuit).
Parallèlement, elle collabore aussi à des revues et magazines (papier et audiovisuel).  Elle travaille notamment avec Le Magazine des livres, le Journal de la culture et Cassandre, et réalise des reportages pour France 5 (Ubik).
La suite de ce roman pour enfants, Les aventures de Louga De L'Autre Côté Du Monde, paraît en novembre 2012 à L'École des loisirs (Collection neuf, illustrations Adrien Albert).
Histoires naturelles de l'oubli est publié en janvier 2015 aux Éditions Verticales. Le roman traite le thème de l'oubli à travers le récit de deux portraits croisés, deux personnages amnésiques qui finissent par se rencontrer. 
Son troisième roman, Ce qui est nommé reste en vie, parait en janvier 2020 aux Éditions Verticales. Le roman donne la parole à des personnes atteintes d’une tumeur cérébrale et à leurs proches. L'auteure l'écrit après avoir perdu sa propre mère des suites de cette maladie. Il est en lice pour la première édition du Prix Littéraire Europe 1-GMF. « Cela donne un roman intense, bouleversant, triste bien sûr, mais qui s’ancre dans un réel très brut avec à la fois une petite touche de surréalisme. C’est un très beau roman, au titre fabuleux » écrit le journaliste d'Europe 1.
Elle publie également un texte Ces morts qu’on n’accompagne pas dans le volume Tracts de crise – Un virus et des hommes (Gallimard, juin 2020).
Après la foudre parait en septembre 2021 aux Éditions Arthaud. Cette fiction documentaire raconte l’histoire d’Helena frappée par la foudre. Celle-ci reste en vie mais son existence bascule. 
Elle fait partie des artistes invités à l'Akademie der Künste, l'Académie des arts de Berlin, qui soutient et suit le travail des artistes invités, et leur offre des périodes de résidence. Elle obtient notamment la bourse de Berlin en 2021.
En 2024, Claire Fercak, également éditrice chez Autrement, publie Une existence sans précédent. Elle y évoque l'enfance et ses origines balkaniques. 

### Vie privée
Elle vit et travaille à Paris.

## Œuvres
- Rideau de verre, Paris : Verticales-Phase deux, 2007, 95 p.,  (ISBN 978-2-07-078224-6)
- Le songe de Japhet dans l'ouvrage collectif Babel, Éditions Paris Sorbonne
- The Smashing pumpkins : "Tarantula box set", Marseille : Le mot et le reste, 2008, 74 p., collection Solo,  (ISBN 978-2-915378-71-9)
- Ecrivains en séries - Saison 1, Livre collectif, collection Laureli, Éditions Léo Scheer, 2009
- Conte noir de la poupée (fiction radiophonique), France Culture, 2010
- Rideau de verre, Paris : J'ai lu, 2010
- Louga et la maison imaginaire : L'École des loisirs, 2011
- Les aventures de Louga De L'Autre Côté Du Monde : L'École des loisirs, 2012
- Histoires naturelles de l'oubli, Verticales, janvier 2015, 192 p  (ISBN 978-2-07-014767-0) [14]
- Ce qui est nommé reste en vie, Verticales, janvier 2020  (ISBN 978-2072867033)
- Ces morts qu’on n’accompagne pas, texte dans le volume Tracts de crise – Un virus et des hommes (Gallimard, juin 2020).
- Après la foudre, Arthaud, septembre 2021.
- Une existence sans précédent, 2024

En collaboration :
- avec Billy Corgan, Chants magnétiques, Éditions Léo Scheer, 2010,  (ISBN 978-2-7561-0262-7)